# Mackville
Mackville – miasto w Stanach Zjednoczonych, w stanie Kentucky, w hrabstwie Washington.